# Elecciones a la Cámara de Representantes de Estados Unidos de 1789 en Nueva York
Las elecciones a la Cámara de Representantes de los Estados Unidos de 1789 en Nueva York se llevaron a cabo entre el 3 y 4 de marzo de 1789 para elegir a los 6 representantes del estado de Nueva York en el 1.º congreso de los Estados Unidos. Se celebraron coincidiendo con las elecciones en el estado al senado de Estados Unidos y de gobernador.

## Antecedentes
La Constitución de los Estados Unidos fue adoptada el 17 de septiembre de 1787 por la Convención de Filadelfia y luego ratificada por los estados. El 8 de julio de 1788, el Congreso de la Confederación aprobó una resolución convocando la primera sesión del 1.º congreso de los Estados Unidos para el 4 de marzo de 1789, que se celebraría en la ciudad de Nueva York y, mientras tanto, se celebrarían la elección de los senadores y representantes de los Estados Unidos. Nueva York ratificó la Constitución de los Estados Unidos el 26 de julio de 1788 por un margen muy reducido.

## Distritos del Congreso
El 27 de enero de 1789, la Legislatura del Estado de Nueva York dividió el estado en seis distritos electorales que no estaban numerados.
- Un distrito (posteriormente numerado como el 1.º) que incluye los condados de Kings, Queens, Richmond y Suffolk.
- Un distrito (posteriormente numerado como el 2.º) que comprende la ciudad de Nueva York y el condado de Westchester, excepto las ciudades de Salem, North Salem, Cortland, Yorktown y Stephentown.
- Un distrito (luego numerado como el 3.º) que incluye el condado de Dutchess y las ciudades de Westchester mencionadas anteriormente.
- Un distrito (luego numerado como el 4.º) que incluye los condados de Orange y Ulster.
- Un distrito (posteriormente numerado como el 5.º) que comprende el condado de Albany al este del río Hudson, los condados de Columbia, Clinton y Washington.
- Un distrito (posteriormente numerado como el 6.º) que comprende el condado de Albany al oeste del río Hudson y los condados de Montgomery y Ontario.

## Resultados generales
Los resultados totales de cada partido en los 3 distritos.
|  | 55,02 % |

|  | 44,98 % |

|  | 100 % |

### Resumen por distrito
| Distrito | Electo                  | Partido            |
| -------- | ----------------------- | ------------------ |
| 1.º      | William Floyd           | Antiadministración |
| 2.º      | John Laurance           | Proadministración  |
| 3.º      | Egbert Benson           | Proadministración  |
| 4.º      | John Hathorn            | Antiadministración |
| 5.º      | Peter Silvester         | Proadministración  |
| 6.º      | Jeremiah Van Rensselaer | Antiadministración |

## 1.º distrito
William Floyd ganó la elección al postularse sin oposición y recibió el apoyo tanto de los partidos Proadministración como de Antiadministración. Tenía un historial de votación antiadministración y se unió al partido Demócrata-Republicano.
|  | 100 % |

|  | 100 % |

## 2.º distrito
John Laurence ganó la elección frente al resto de candidatos.
|  | 86,26 % |

|  | 12,62 % |

|  | 1,12 % |

|  | 100 % |

## 3.º distrito
Egbert Benson ganó la elección frente a Theodorus Bailey del partido Antiadministración.
|  | 50,43 % |

|  | 49,57 % |

|  | 100 % |

## 4.º distrito
John Hathorn, conocido antifederalista, ganó la elección al postularse sin oposición. No se reportaron resultados para su distrito.
| Candidato              | Candidato              | Candidato              | Partido/Coalición      | Votos | Porcentaje |
| ---------------------- | ---------------------- | ---------------------- | ---------------------- | ----- | ---------- |
| John Hathorn           |                        | John Hathorn           | Antiadministración     | —     | —          |
| Total de votos válidos | Total de votos válidos | Total de votos válidos | Total de votos válidos |       | —          |

## 5.º distrito
Peter Silvester ganó la elección frente al resto de candidatos.
|  | 51,21 % |

|  | 47,22 % |

|  | 1,57 % |

|  | 100 % |

## 6.º distrito
Jeremiah Van Rensselaer ganó la elección frente a Abraham Ten Broeck del partido Proadministración.
|  | 54,51 % |

|  | 45,49 % |

|  | 100 % |

## Acontecimientos posteriores
El 1.º congreso de los Estados Unidos se reunió en el Federal Hall de la ciudad de Nueva York el 4 de marzo de 1789, sin miembros del estado de Nueva York y sin quórum ni en el Senado ni en la Cámara. El primer día con quórum en la Cámara fue el 1 de abril. Los representantes elegidos en la ciudad de Nueva York y sus alrededores ocuparon sus escaños poco después de las elecciones. Los representantes del norte del estado necesitaron algo de tiempo para llegar, y Peter Silvester tomó asiento el 22 de abril, John Hathorn el 23 de abril y Jeremiah Van Rensselaer el 9 de mayo. Su mandato terminó el 3 de marzo de 1791. En abril de 1790, los seis representantes se postularon. para la reelección: Floyd, Hathorn y Van Rensselaer (todos Antiadministración) fueron derrotados; Laurance, Benson y Silvester (todos Proadministración) fueron reelegidos.